# Észtország a 2019-es rövid pályás úszó-Európa-bajnokságon
Észtország a skóciai Glasgow-ban megrendezett 2019-es rövid pályás úszó-Európa-bajnokság egyik részt vevő nemzete volt, melyen három férfi és egy női sportolóval képviseltette magát.

## Eredmények

### Férfi
| Versenyző       | Versenyszám    | Előfutam | Előfutam | Előfutam | Elődöntő | Elődöntő | Elődöntő | Döntő   | Döntő    |
| Versenyző       | Versenyszám    | Idő      | Hely.    | Össz.    | Idő      | Hely.    | Össz.    | Idő     | Helyezés |
| --------------- | -------------- | -------- | -------- | -------- | -------- | -------- | -------- | ------- | -------- |
| Martin Allikvee | 50 m mell      | 26,97    | 6.       | 16.      | 26,68    | 8.       | 15.      | kiesett | kiesett  |
| Martin Allikvee | 100 m mell     | 58,62    | 7.       | =14.     | 57,73    | 5.       | 9.       | kiesett | kiesett  |
| Martin Allikvee | 200 m mell     | 2:04,78  | 3.       | 5.       |          |          |          | 2:04,91 | 8.       |
| Daniel Zaitsev  | 50 m gyors     | 21,39    | 1.       | 8.       | 21,47    | =6.      | =14.     | kiesett | kiesett  |
| Daniel Zaitsev  | 100 m gyors    | 48,66    | 3.       | 40.      | kiesett  | kiesett  | kiesett  | kiesett | kiesett  |
| Daniel Zaitsev  | 50 m hátúszás  | 23,89    | 1.       | 20.      | kiesett  | kiesett  | kiesett  | kiesett | kiesett  |
| Daniel Zaitsev  | 50 m pillangó  | 22,77    | 4.       | =5.      | 22,73    | 3.       | 7.       | 22,39   | 4.       |
| Daniel Zaitsev  | 100 m pillangó | 51,45    | 2.       | 21.      | kiesett  | kiesett  | kiesett  | kiesett | kiesett  |
| Kregor Zirk     | 100 m gyors    | 48,27    | 2.       | 32.      | kiesett  | kiesett  | kiesett  | kiesett | kiesett  |
| Kregor Zirk     | 200 m gyors    | 1:44,42  | 7.       | 16.      |          |          |          | kiesett | kiesett  |
| Kregor Zirk     | 400 m gyors    | 3:44,37  | 5.       | 17.      |          |          |          | kiesett | kiesett  |
| Kregor Zirk     | 100 m hátúszás | 52,90    | 3.       | =37.     | kiesett  | kiesett  | kiesett  | kiesett | kiesett  |
| Kregor Zirk     | 100 m pillangó | 51,60    | 9.       | 24.      | kiesett  | kiesett  | kiesett  | kiesett | kiesett  |
| Kregor Zirk     | 200 m pillangó | 1:54,22  | 5.       | 11.      |          |          |          | kiesett | kiesett  |

____
= – egy másik versenyzővel azonos eredményt ért el

### Női
| Versenyző      | Versenyszám | Előfutam | Előfutam | Előfutam | Elődöntő | Elődöntő | Elődöntő | Döntő   | Döntő    |
| Versenyző      | Versenyszám | Idő      | Hely.    | Össz.    | Idő      | Hely.    | Össz.    | Idő     | Helyezés |
| -------------- | ----------- | -------- | -------- | -------- | -------- | -------- | -------- | ------- | -------- |
| Maria Romanjuk | 50 m mell   | 30,67    | 6.       | 16.      | 30,73    | 7.       | 15.      | kiesett | kiesett  |
| Maria Romanjuk | 100 m mell  | 1:06,84  | 8.       | 25.      | kiesett  | kiesett  | kiesett  | kiesett | kiesett  |
| Maria Romanjuk | 200 m mell  | 2:24,45  | 1.       | 17.      |          |          |          | kiesett | kiesett  |